# Grifon

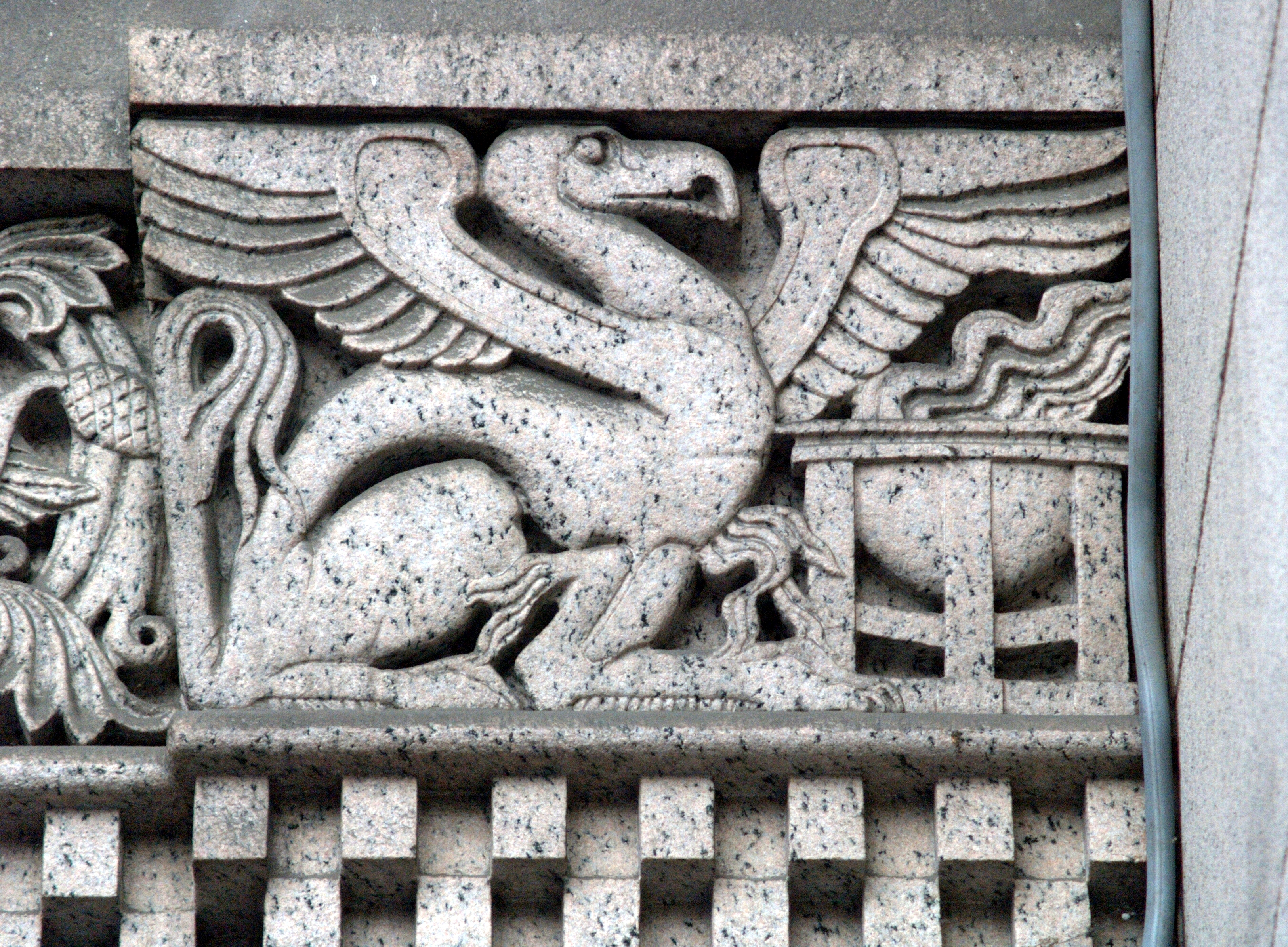

Grifon a fost în mitologia greacă un monstru înaripat cu trup și picioare leonine, cu cap și aripi de vultur, consacrat zeului Apollo. Se credea că locuiește în ținutul hyperboreienilor, păzind aurul nordic împotriva arimaspilor.
Într-o altă variantă, grifonii sunt considerați paznicii lui Zeus. Grifonul apare frecvent în arhitectură, ca protector al clădirilor, iar în perioada modernă este folosit ca mascotă sau simbol pentru diferite instituții, echipe de sport, școli și parcuri de distracție.
Grifonii erau dușmanii cailor. În ziua de astăzi grifonul este numit ,,cel viclean".

## Galerie de imagini

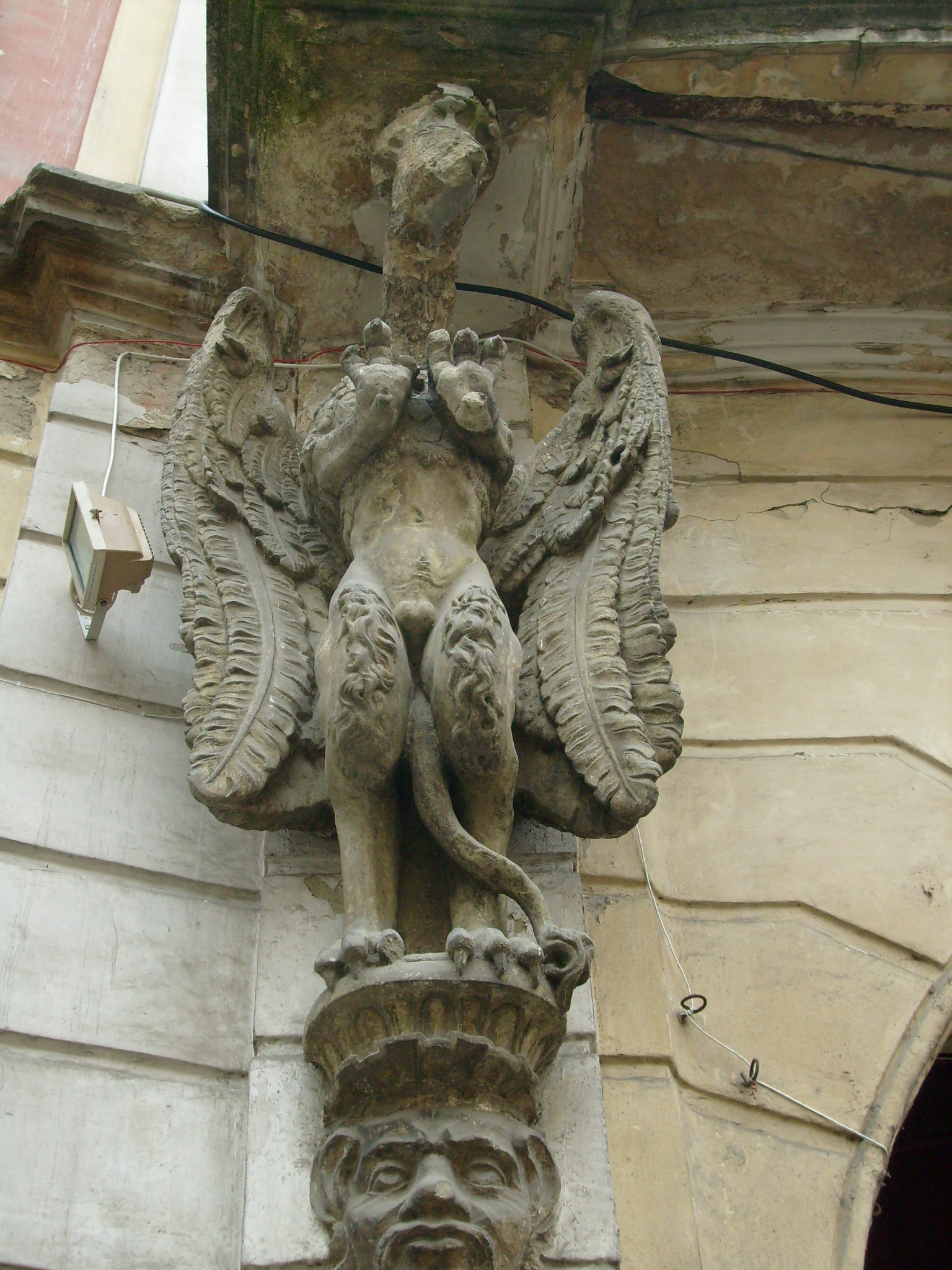
Grifon, secolul al XVIII-lea, Palatul Bánffy din Cluj
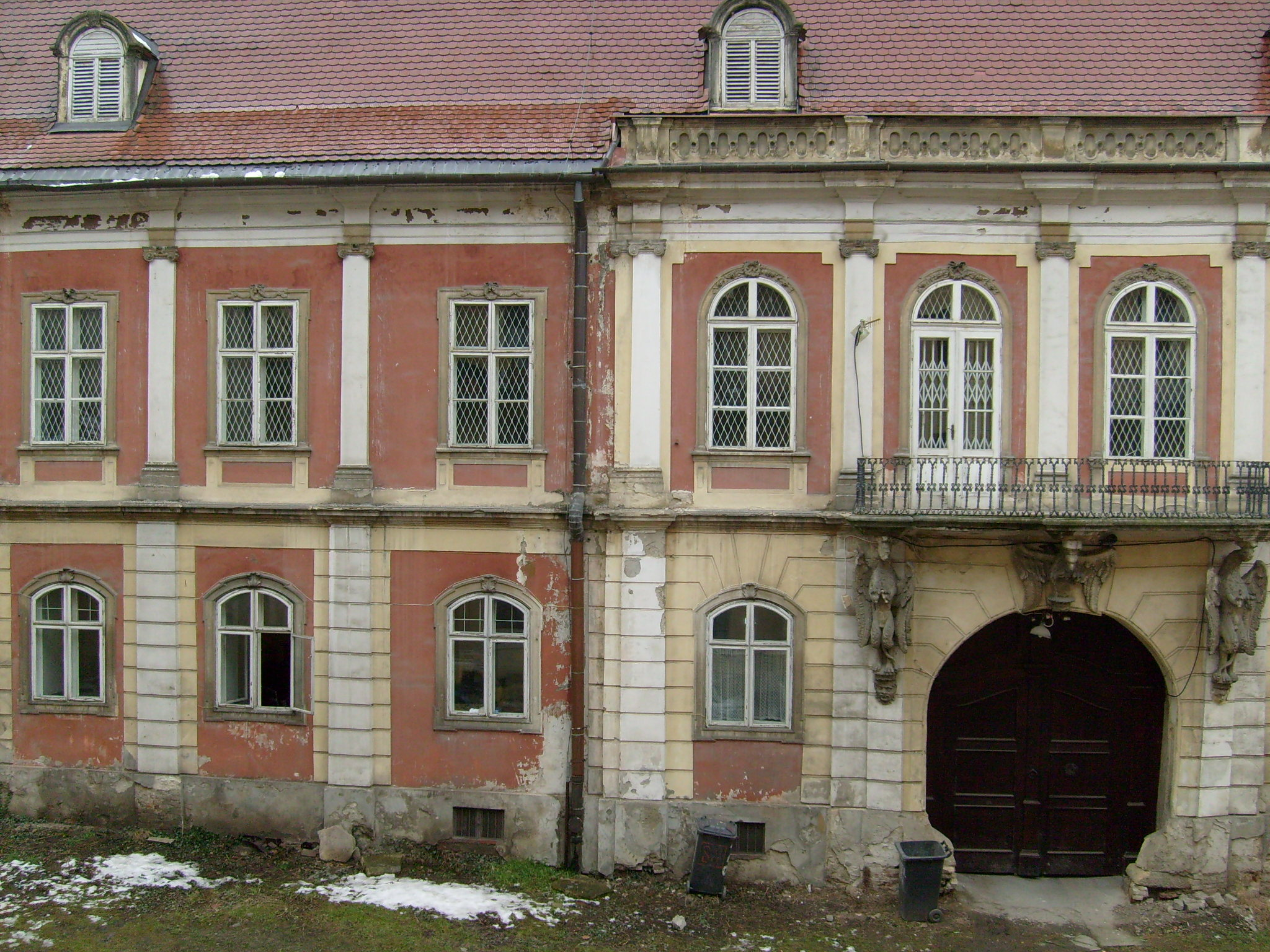
Palatul Bánffy din Cluj, fațada cu grifoni (fațada estică)
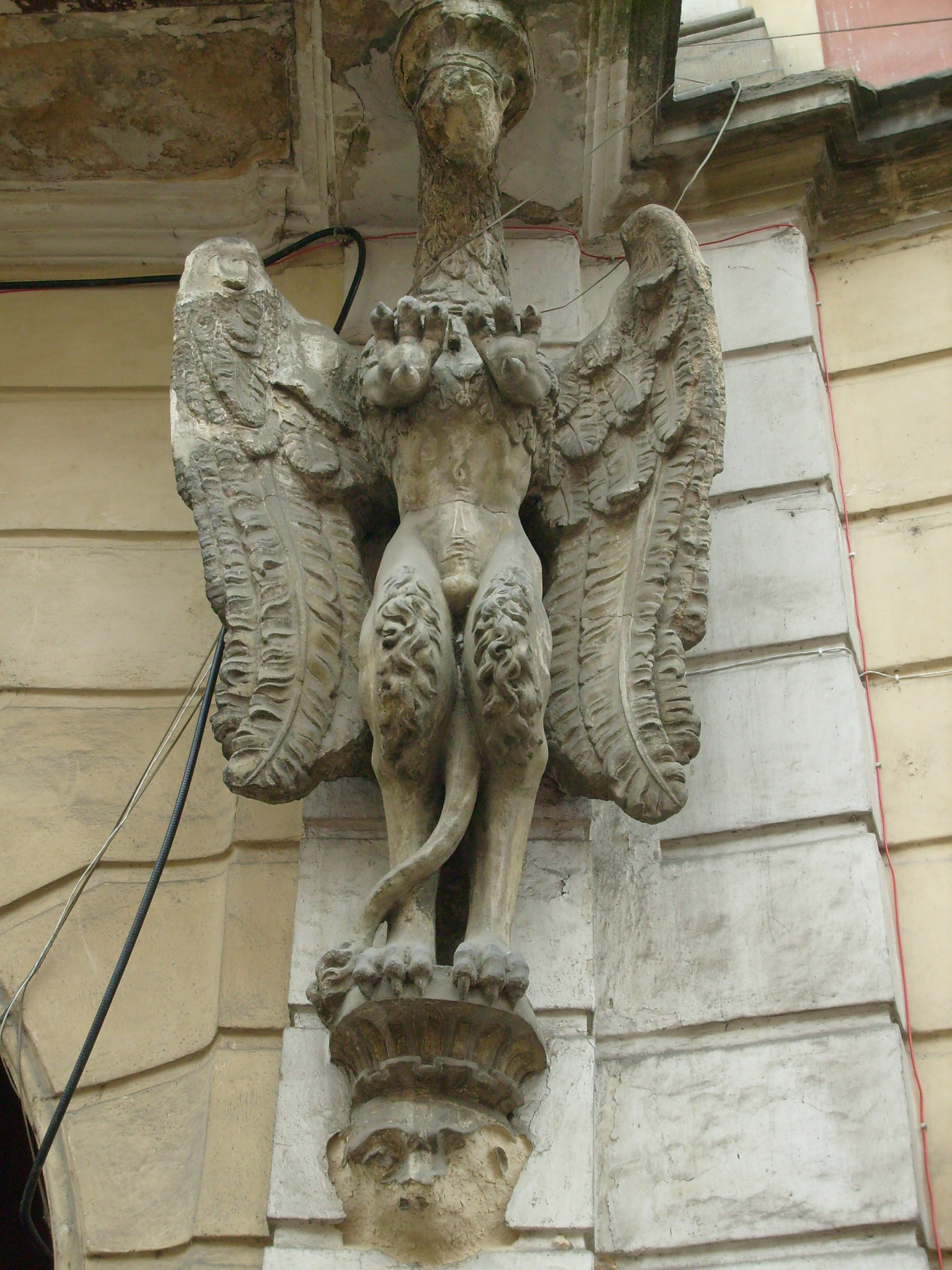
Grifon, secolul al XVIII-lea, Palatul Bánffy din Cluj